# Reformierte Kirche Effretikon

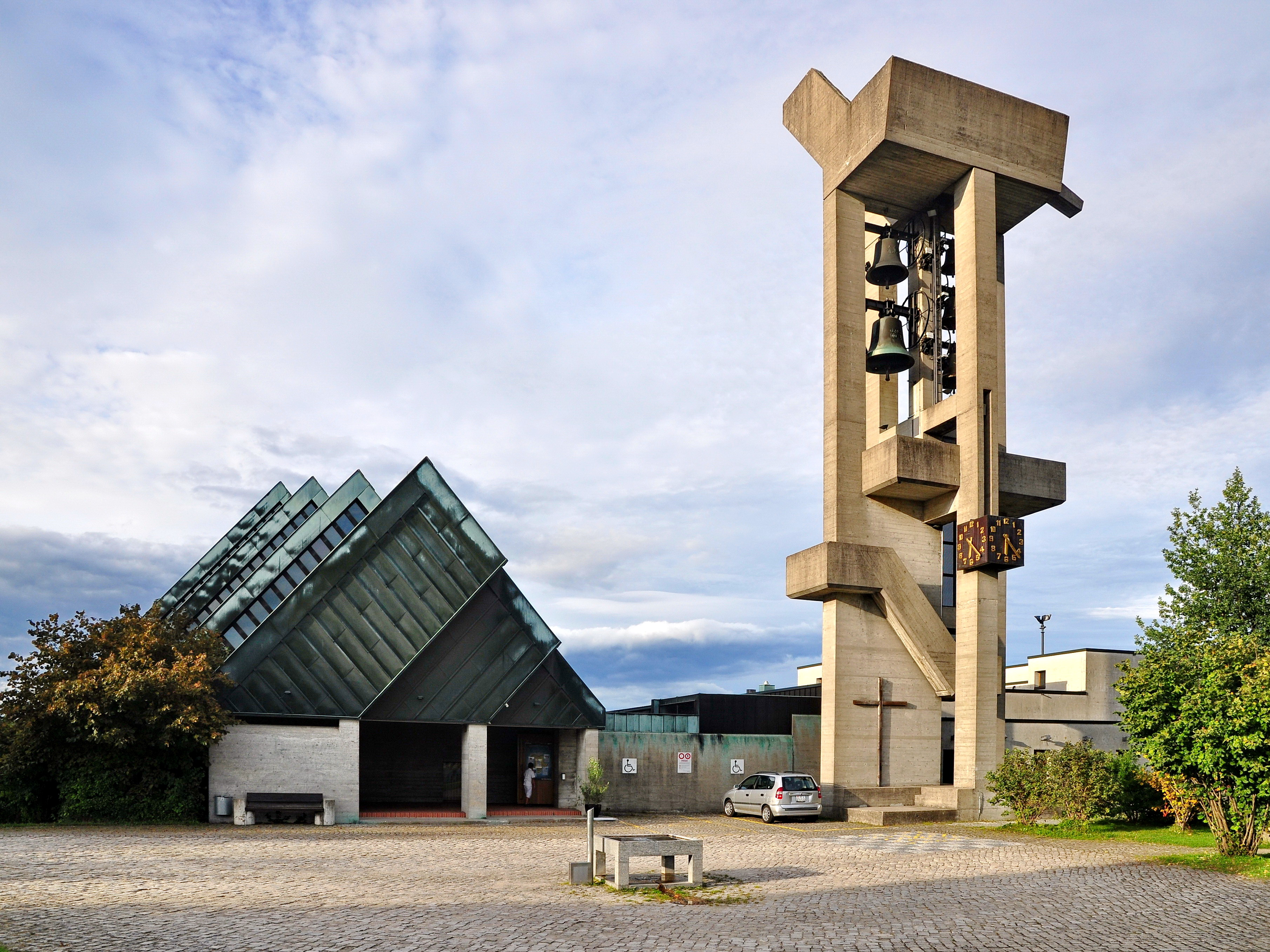
Reformierte Kirche Effretikon

Die Reformierte Kirche Effretikon ist ein Kirchengebäude der Nachkriegsmoderne in der Gemeinde Illnau-Effretikon, Kanton Zürich, Schweiz.

## Geschichte
In den 1950er Jahren wurde in Ergänzung zur reformierten Kirche Illnau und zur Stephanskapelle Rikon ein weiteres evangelisches Kirchengebäude im Ortsteil Effretikon geplant. Die Kirche wurde 1959–1961 nach Plänen von Ernst Gisel erstellt. Die Dominanz des Betons und die eigenwilligen Formen des Gebäudes erlauben eine Zuordnung des Gebäudes zur Architektur des Brutalismus. Die progressive und abstrakte Formensprache der Kirche löste in der Kirchgemeinde langanhaltende Kontroversen aus.
1994–1995 wurde im Norden der Kirche ein weitläufiger Anbau aus Sichtbeton errichtet. Er enthält unter anderem einen grossen Saal mit Bühne, eine Küche und verschiedene Gemeinderäume, darunter ein Kaminzimmer. Im September 2014 wurde bekannt, dass neben der Kirche ein neues Verwaltungszentrum errichtet werden soll. Die Kirchgemeinde hat sich in Zusammenhang mit dieser Absicht erneut an den inzwischen 92-jährigen Architekten Ernst Gisel gewandt, der Skizzen und ein Modell für den neuen Trakt vorgelegt hat.

## Beschreibung

### Äusseres
Das Gotteshaus thront in markanter Lage auf einer Anhöhe. Auffallend ist besonders der Uhr- und Glockenturm, der aus ungewöhnlich angeordneten Sichtbeton-Quadern besteht. Die Form des Turmabschlusses wird mit einer Hand verglichen, welche die Gaben Gottes in Empfang nimmt. Am Turm angebracht sind eine Gedenktafel, die auf Christus als Eckstein der Kirche hinweist und auf das Jahr 1960 datiert ist, sowie ein hölzernes Kreuz, das von einer 1972 im Rahmen eines ökumenischen Gottesdienstes zelebrierten Priesterweihe stammt. Der Glockenträger fasst fünf Glocken der Giesserei Rüetschi in Aarau:
| Glocke | Name           | Masse   | Schlagton | Inschrift                   |
| ------ | -------------- | ------- | --------- | --------------------------- |
| 1      | Christusglocke | 3350 kg | B0        | ut omnes unum sint          |
| 2      | Matthäusglocke |         | d1        | Selig sind die Barmherzigen |
| 3      | Markusglocke   |         | f1        | Steh auf, er ruft dich!     |
| 4      | Lukasglocke    |         | g1        | Gott, sei mir Sünder gnädig |
| 5      | Johannesglocke |         | b1        | Bleibet in meiner Liebe!    |

Das Kirchengebäude ist schon von aussen in seiner zeltförmigen Gestalt erkennbar. Die vier Abschnitte des Dachgiebels sind leicht eingerückt und schaffen so Raum für schmale diagonale Fensterbahnen. In der geräumigen, durch einen Pfeiler unterteilten Vorhalle befindet sich ein Bronze-Relief von Otto Müller, das Christus in Gethsemane zeigt.
Der Anbau von 1994/1995 nimmt durch die Dominanz des Sichtbetons die brutalistische Formensprache der 1960er-Jahre auf, ohne sich in Konkurrenz zum Turm oder zum Kirchengebäude zu setzen. In der Nordwestecke wurde 2001 der bronzene Turmhahn von Silvio Mattioli installiert, der von der Bevölkerung 1961 als zu modern abgelehnt wurde und jahrzehntelang vor der Zürcher Wasserkirche aufgestellt war.        

### Inneres
Über die Vorhalle gelangt man in den Gottesdienstraum, dessen mit Holzlatten ausgekleidete Decke exakt den Formen des äusseren Satteldachs entspricht. Der Innenraum erinnert dadurch an ein Zelt, wobei der Orgelprospekt der Metzler-Orgel (1961) die spitzwinklige Form des Daches variierend aufnimmt. Die Orgel verfügt über zwei Manuale und Pedal mit insgesamt 18 klingenden Registern. Zusammen mit Abendmahlstisch und der in Backstein ausgeführten Kanzel bildet die Orgel die zentrale Liturgiezone des Sakralraums. Die Glasmosaike in Form einer Dornenkrone über der Liturgiezone stammen von Otto Staiger. Der Taufstein besteht aus einem Backsteinsockel und einer Steinskulptur von Cesare Ferronato, die eine Heiliggeisttaube zeigt und eine Wasserschale enthält. 
Die Kirche ist länsgerichtet, wobei im linken Bereich des Kirchenschiffs der Raum treppenförmig abgestuft ist, um eine quergerichtete Bestuhlung zu ermöglichen. Der rechte Bereich des Schiffs ist um einen Gang zwischen Betonpfeilern erweitert und kann bei Bedarf erweitert werden um den nebenan befindlichen Bullinger-Saal. Im Treppenhaus neben dem Kirchenraum befindet sich eine Statue des Zürcher Reformators Heinrich Bullinger sowie ein unscheinbares Glasgemälde der Grablegung Christi von Otto Staiger. Über das Treppenhaus oder einen Korridor gelangt man in den 1995 geweihten Anbau der Kirche, der den Saal und Gemeinderäume enthält.

## Galerie

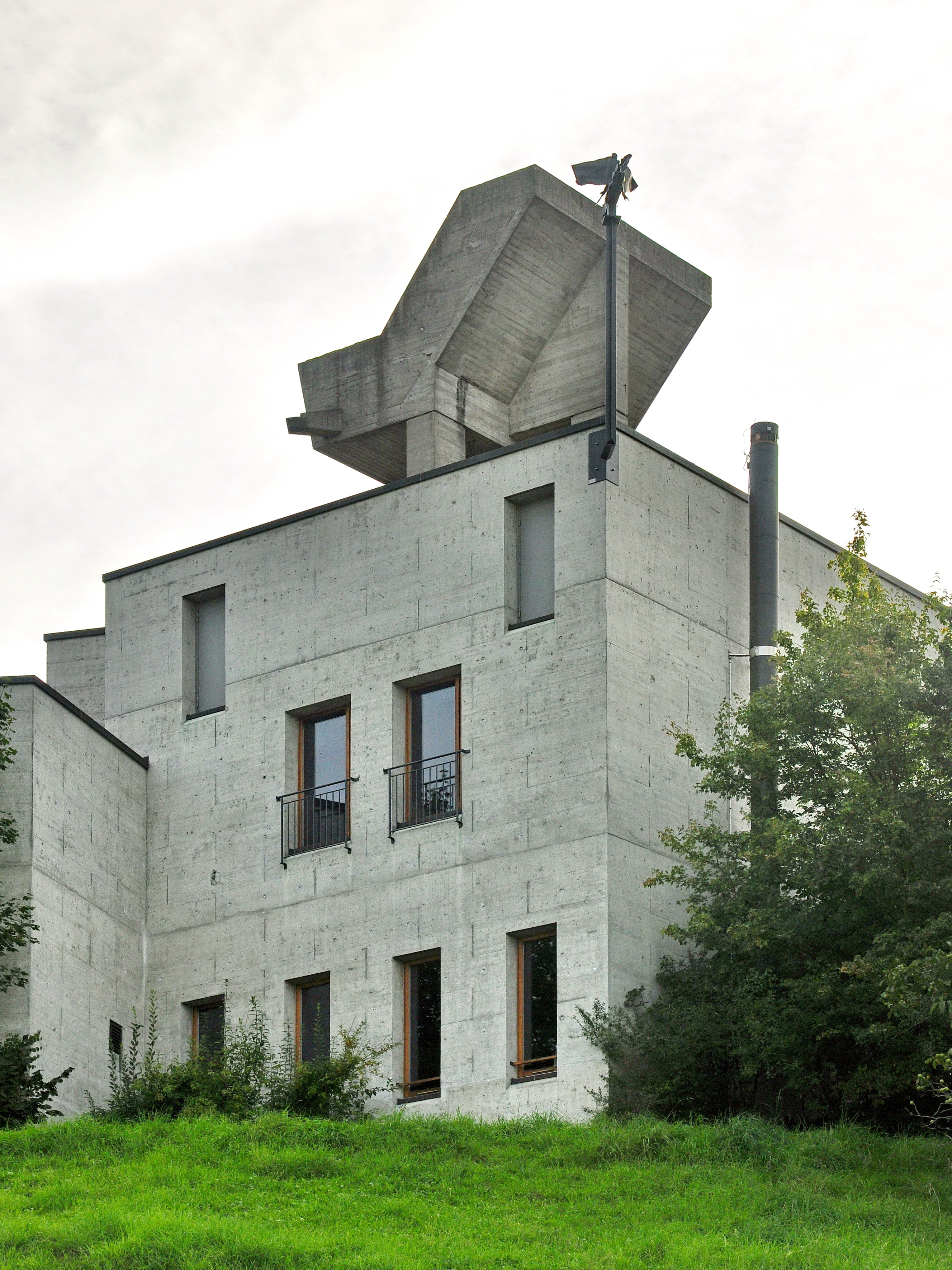
Anbau von 1995 aus Sichtbeton
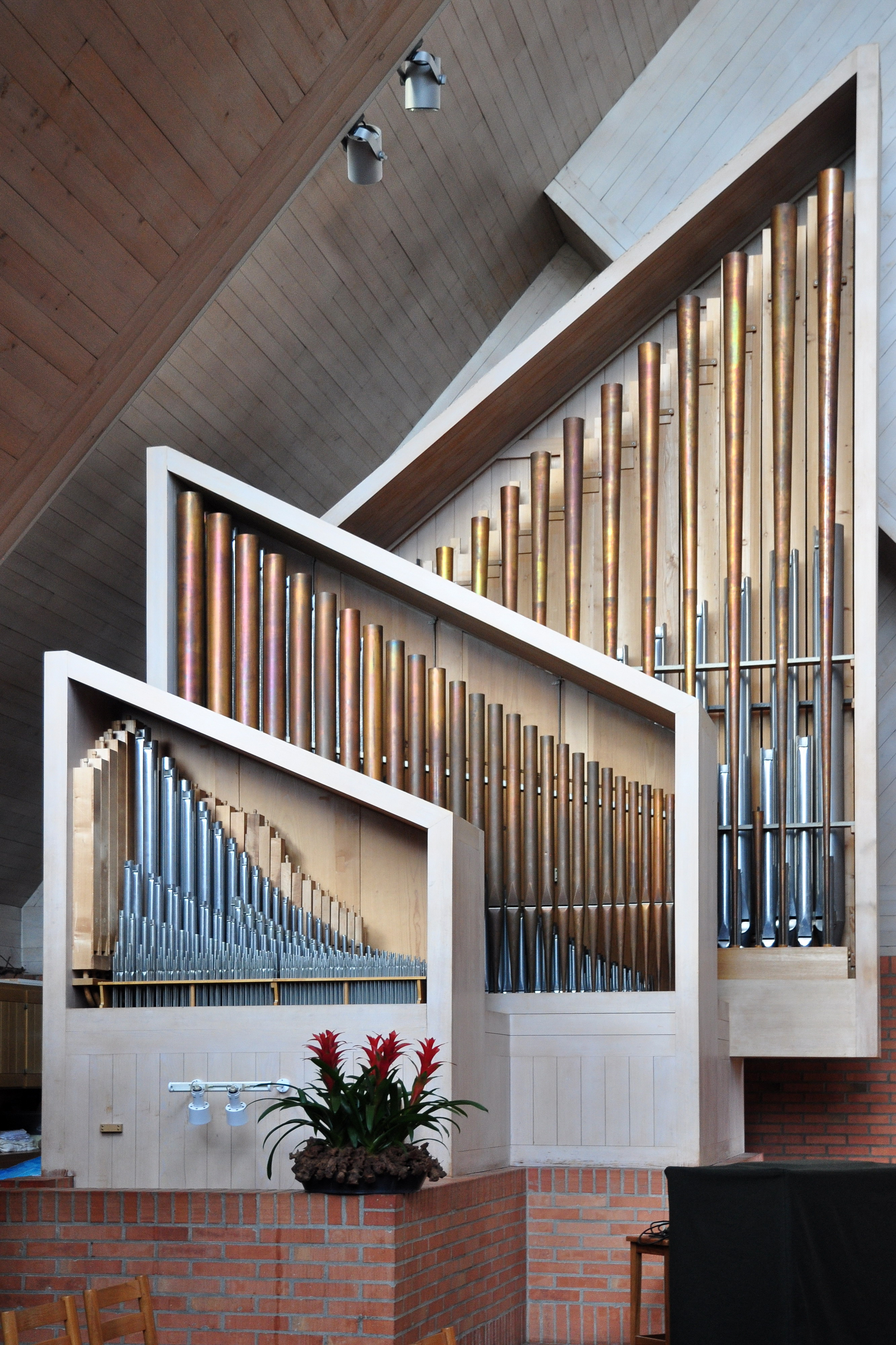
Orgelprospekt